# Besongabang
Besongabang is een dorp in de Sud-Ouest provincie, Kameroen. Het dorp huisvest het vliegveld van de nabijgelegen stad Mamfe, Mamfe Airport, dat ook gebruikt wordt door het Kameroenese leger.